# اس‌ام یوبی-۱۳۲
اس‌ام یوبی-۱۳۲ (به انگلیسی: SM UB-132) یک زیردریایی بود که طول آن ۵۵٫۸۵ متر (۱۸۳٫۲ فوت) بود. این زیردریایی در سال ۱۹۱۸ ساخته شد.